# Армин Гиговић
Армин Гиговић (Лунд, 6. април 2002) је босанскохерцеговачки фудбалер који тренутно наступа за Холштајн Кил. Игра на позицији везног играча.
Гиговић је рођен у Лунду у Шведској, од оца родом из Котор Вароши у Босанској крајини и мајке из Санџака. Маја 2024. одлучио је наступати за Босну и Херцеговину, за коју је детитовао исте године.

## Успеси
Мидтјиланд
- Суперлига Данске (1) : 2023/24.[5]